# Doiwala
Doiwala es un pueblo y nagar Panchayat situado en el distrito de Dehradun,  en el estado de Uttarakhand (India). Su población es de 8709 habitantes (2011). 

## Demografía
Según el censo de 2011 la población de Doiwala era de 8709 habitantes, de los cuales 4659 eran hombres y 4050 eran mujeres. Doiwala tiene una tasa media de alfabetización del 90,08%, superior a la media estatal del 78,82%: la alfabetización masculina es del 93,82%, y la alfabetización femenina del 85,84%.